# Marmozeta lwia
Marmozeta lwia (Leontopithecus rosalia) – gatunek południowoamerykańskiego ssaka naczelnego z rodziny pazurkowcowatych (Callitrichidae). Zamieszkuje lasy deszczowe południowo-wschodniej Brazylii. Zasięg występowania gatunku jest ograniczany z powodu fragmentacji i zmniejszania areału lasów. Żyje w grupach rodzinnych zbudowanych wokół samca i samicy. Tworzy zwykle małe populacje, zagrożone chowem wsobnym. Spożywa pokarm roślinny i zwierzęcy. Podlega ochronie i poddawany jest reintrodukcji.

## Systematyka
Marmozetę lwią zalicza się do małp szerokonosych. Podział tej grupy na rodziny ulegał zmianom w miarę rozwoju wiedzy o pokrewieństwie w jej obrębie. Początkowo wyróżniono tylko dwie rodziny: płaksowate (Cebidae) i pazurkowcowate (Callitrichidae). Ta propozycja Pococka z 1925 akceptowana była przez licznych badaczy, niekiedy tylko wyodrębniano gatunek miko czarny do odrębnej rodziny. W 1976 Thorington zaproponował podział płaksowatych na dwie podrodziny – Callitrichinae i Callimiconinae. Nie zgodził się z tym Rosenberger. Uznał on podrodzinę Callitrichinae, definiując ją poprzez wskazanie pewnych cech dłoni i zębów, ale oprócz marmozet i tamaryn zaliczył tu też rodzaj Callimico, wyłączany przedtem do odrębnej podrodziny. Sam wyróżnił natomiast podrodzinę Cebinae, w której umieścił rodzaje Cebus i Saimiri. Resztę szerokonosych zaklasyfikował do rodziny czepiakowatych (Atelidae). Dokonał też dalszego podziału podrodziny Callitrichinae. Wyróżnił w jej obrębie 2 plemiona – Callitrichini i Callimiconini (takson monotypowy tylko z rodzajem Callimico). Callitrichini podzielił z kolei na 2 podplemiona – Callitrichina (rodzaje Callithrix, Cebuella i Leontopithecus) i Leontocebina. Tak więc do najbliższych krewnych marmozet należą przedstawiciele rodzajów Callithrix i Cebuella.
Książka Wolfheima z 1983 traktuje pazurkowcowate jak rodzinę (Callitrichidae).
W 1995 uznawano monofiletyczną rodzinę Callitrichidae, o rodzajach Callithrix, Cebuella, Leontopithecus, Saguinus i Callimico, chociaż różne metody analizy pokrewieństwa w tej grupie dawały różne kladogramy. W 2000 nadal umieszczano marmozetę lwią w tej rodzinie.
Nowsze badania DNA mitochondrialnego przeprowadzone przez Chatterjee i współpracowników opublikowane w 2009 umieszczają marmozetę lwią w rodzinie płaksowatych, stwierdzając jednocześnie, że rodzina taka nie byłaby monofiletyczna. Muhlberger przyjmuje w swej dysertacji podział małp szerokonosych tylko na dwie rodziny: Atelidae i Cebidae. W tej ostatniej wymienia 3 podrodziny: Callitrichinae, Cebinae i Aotinae. W tej pierwszej umieszcza rodzaje Callithrix, Callimico, Leontopithecus i Saguinus. Dwa ostatnie z wymienionych rodzajów naukowiec uznaje za siostrzane.
Mammal Species of the World pod redakcją Wilsona i Reedera również umieszcza rodzaj Leontopithecus w rodzinie Cebidae, a w jej obrębie w podrodzinie  Callitrichinae.
W obrębie rodzaju Leontopithecus znajdują się także przynajmniej 2 inne gatunki, jak Leontopithecus caissara i Leontopithecus chrysopygus. Zazwyczaj zalicza się tam też Leontopithecus chrysomelas. Niegdyś 2 ostatnie z wymienionych traktowano jako podgatunki w obrębie L. rosalia. Pogląd taki wyraża Wolfheim w swej książce z 1983, a także Eisenberg i Redford w pozycji z 2000.
|  | Leontopithecus chrysomelas                                                            |
|  |                                                                                       |
|  | \| \| Leontopithecus rosalia \| \| \| \| \| \| Leontopithecus chrysopygus \| \| \| \| |
|  |                                                                                       |
|  | Leontopithecus rosalia                                                                |
|  |                                                                                       |
|  | Leontopithecus chrysopygus                                                            |
|  |                                                                                       |

|  | Leontopithecus rosalia     |
|  |                            |
|  | Leontopithecus chrysopygus |
|  |                            |

|  | Callimico goeldii |
|  |                   |
|  | Callithrix        |
|  |                   |

|  | Leontopithecus chrysomelas                                                            |
|  |                                                                                       |
|  | \| \| Leontopithecus rosalia \| \| \| \| \| \| Leontopithecus chrysopygus \| \| \| \| |
|  |                                                                                       |
|  | Leontopithecus rosalia                                                                |
|  |                                                                                       |
|  | Leontopithecus chrysopygus                                                            |
|  |                                                                                       |

|  | Leontopithecus rosalia     |
|  |                            |
|  | Leontopithecus chrysopygus |
|  |                            |

|  | Callimico goeldii |
|  |                   |
|  | Callithrix        |
|  |                   |

|  | Leontopithecus chrysomelas                                                            |
|  |                                                                                       |
|  | \| \| Leontopithecus rosalia \| \| \| \| \| \| Leontopithecus chrysopygus \| \| \| \| |
|  |                                                                                       |
|  | Leontopithecus rosalia                                                                |
|  |                                                                                       |
|  | Leontopithecus chrysopygus                                                            |
|  |                                                                                       |

|  | Leontopithecus rosalia     |
|  |                            |
|  | Leontopithecus chrysopygus |
|  |                            |

|  | Callimico goeldii |
|  |                   |
|  | Callithrix        |
|  |                   |

|  | Leontopithecus chrysomelas                                                            |
|  |                                                                                       |
|  | \| \| Leontopithecus rosalia \| \| \| \| \| \| Leontopithecus chrysopygus \| \| \| \| |
|  |                                                                                       |
|  | Leontopithecus rosalia                                                                |
|  |                                                                                       |
|  | Leontopithecus chrysopygus                                                            |
|  |                                                                                       |

|  | Leontopithecus rosalia     |
|  |                            |
|  | Leontopithecus chrysopygus |
|  |                            |

|  | Callimico goeldii |
|  |                   |
|  | Callithrix        |
|  |                   |

|  | Saimiri |
|  |         |
|  | Cebus   |
|  |         |

|  | \| \| Lagothrix lagotricha \| \| \| \| \| \| Brachyteles \| \| \| \| |
|  |                                                                      |
|  | Ateles                                                               |
|  |                                                                      |
|  | Lagothrix lagotricha                                                 |
|  |                                                                      |
|  | Brachyteles                                                          |
|  |                                                                      |

|  | Lagothrix lagotricha |
|  |                      |
|  | Brachyteles          |
|  |                      |

|  | \| \| Lagothrix lagotricha \| \| \| \| \| \| Brachyteles \| \| \| \| |
|  |                                                                      |
|  | Ateles                                                               |
|  |                                                                      |
|  | Lagothrix lagotricha                                                 |
|  |                                                                      |
|  | Brachyteles                                                          |
|  |                                                                      |

|  | Lagothrix lagotricha |
|  |                      |
|  | Brachyteles          |
|  |                      |

|  | \| \| Lagothrix lagotricha \| \| \| \| \| \| Brachyteles \| \| \| \| |
|  |                                                                      |
|  | Ateles                                                               |
|  |                                                                      |
|  | Lagothrix lagotricha                                                 |
|  |                                                                      |
|  | Brachyteles                                                          |
|  |                                                                      |

|  | Lagothrix lagotricha |
|  |                      |
|  | Brachyteles          |
|  |                      |

|  | \| \| Lagothrix lagotricha \| \| \| \| \| \| Brachyteles \| \| \| \| |
|  |                                                                      |
|  | Ateles                                                               |
|  |                                                                      |
|  | Lagothrix lagotricha                                                 |
|  |                                                                      |
|  | Brachyteles                                                          |
|  |                                                                      |

|  | Lagothrix lagotricha |
|  |                      |
|  | Brachyteles          |
|  |                      |

|  | Saimiri |
|  |         |
|  | Cebus   |
|  |         |

|  | \| \| Lagothrix lagotricha \| \| \| \| \| \| Brachyteles \| \| \| \| |
|  |                                                                      |
|  | Ateles                                                               |
|  |                                                                      |
|  | Lagothrix lagotricha                                                 |
|  |                                                                      |
|  | Brachyteles                                                          |
|  |                                                                      |

|  | Lagothrix lagotricha |
|  |                      |
|  | Brachyteles          |
|  |                      |

|  | \| \| Lagothrix lagotricha \| \| \| \| \| \| Brachyteles \| \| \| \| |
|  |                                                                      |
|  | Ateles                                                               |
|  |                                                                      |
|  | Lagothrix lagotricha                                                 |
|  |                                                                      |
|  | Brachyteles                                                          |
|  |                                                                      |

|  | Lagothrix lagotricha |
|  |                      |
|  | Brachyteles          |
|  |                      |

|  | \| \| Lagothrix lagotricha \| \| \| \| \| \| Brachyteles \| \| \| \| |
|  |                                                                      |
|  | Ateles                                                               |
|  |                                                                      |
|  | Lagothrix lagotricha                                                 |
|  |                                                                      |
|  | Brachyteles                                                          |
|  |                                                                      |

|  | Lagothrix lagotricha |
|  |                      |
|  | Brachyteles          |
|  |                      |

|  | \| \| Lagothrix lagotricha \| \| \| \| \| \| Brachyteles \| \| \| \| |
|  |                                                                      |
|  | Ateles                                                               |
|  |                                                                      |
|  | Lagothrix lagotricha                                                 |
|  |                                                                      |
|  | Brachyteles                                                          |
|  |                                                                      |

|  | Lagothrix lagotricha |
|  |                      |
|  | Brachyteles          |
|  |                      |

|  | Leontopithecus chrysomelas                                                            |
|  |                                                                                       |
|  | \| \| Leontopithecus rosalia \| \| \| \| \| \| Leontopithecus chrysopygus \| \| \| \| |
|  |                                                                                       |
|  | Leontopithecus rosalia                                                                |
|  |                                                                                       |
|  | Leontopithecus chrysopygus                                                            |
|  |                                                                                       |

|  | Leontopithecus rosalia     |
|  |                            |
|  | Leontopithecus chrysopygus |
|  |                            |

|  | Callimico goeldii |
|  |                   |
|  | Callithrix        |
|  |                   |

|  | Leontopithecus chrysomelas                                                            |
|  |                                                                                       |
|  | \| \| Leontopithecus rosalia \| \| \| \| \| \| Leontopithecus chrysopygus \| \| \| \| |
|  |                                                                                       |
|  | Leontopithecus rosalia                                                                |
|  |                                                                                       |
|  | Leontopithecus chrysopygus                                                            |
|  |                                                                                       |

|  | Leontopithecus rosalia     |
|  |                            |
|  | Leontopithecus chrysopygus |
|  |                            |

|  | Callimico goeldii |
|  |                   |
|  | Callithrix        |
|  |                   |

|  | Leontopithecus chrysomelas                                                            |
|  |                                                                                       |
|  | \| \| Leontopithecus rosalia \| \| \| \| \| \| Leontopithecus chrysopygus \| \| \| \| |
|  |                                                                                       |
|  | Leontopithecus rosalia                                                                |
|  |                                                                                       |
|  | Leontopithecus chrysopygus                                                            |
|  |                                                                                       |

|  | Leontopithecus rosalia     |
|  |                            |
|  | Leontopithecus chrysopygus |
|  |                            |

|  | Callimico goeldii |
|  |                   |
|  | Callithrix        |
|  |                   |

|  | Leontopithecus chrysomelas                                                            |
|  |                                                                                       |
|  | \| \| Leontopithecus rosalia \| \| \| \| \| \| Leontopithecus chrysopygus \| \| \| \| |
|  |                                                                                       |
|  | Leontopithecus rosalia                                                                |
|  |                                                                                       |
|  | Leontopithecus chrysopygus                                                            |
|  |                                                                                       |

|  | Leontopithecus rosalia     |
|  |                            |
|  | Leontopithecus chrysopygus |
|  |                            |

|  | Callimico goeldii |
|  |                   |
|  | Callithrix        |
|  |                   |

|  | Saimiri |
|  |         |
|  | Cebus   |
|  |         |

|  | \| \| Lagothrix lagotricha \| \| \| \| \| \| Brachyteles \| \| \| \| |
|  |                                                                      |
|  | Ateles                                                               |
|  |                                                                      |
|  | Lagothrix lagotricha                                                 |
|  |                                                                      |
|  | Brachyteles                                                          |
|  |                                                                      |

|  | Lagothrix lagotricha |
|  |                      |
|  | Brachyteles          |
|  |                      |

|  | \| \| Lagothrix lagotricha \| \| \| \| \| \| Brachyteles \| \| \| \| |
|  |                                                                      |
|  | Ateles                                                               |
|  |                                                                      |
|  | Lagothrix lagotricha                                                 |
|  |                                                                      |
|  | Brachyteles                                                          |
|  |                                                                      |

|  | Lagothrix lagotricha |
|  |                      |
|  | Brachyteles          |
|  |                      |

|  | \| \| Lagothrix lagotricha \| \| \| \| \| \| Brachyteles \| \| \| \| |
|  |                                                                      |
|  | Ateles                                                               |
|  |                                                                      |
|  | Lagothrix lagotricha                                                 |
|  |                                                                      |
|  | Brachyteles                                                          |
|  |                                                                      |

|  | Lagothrix lagotricha |
|  |                      |
|  | Brachyteles          |
|  |                      |

|  | \| \| Lagothrix lagotricha \| \| \| \| \| \| Brachyteles \| \| \| \| |
|  |                                                                      |
|  | Ateles                                                               |
|  |                                                                      |
|  | Lagothrix lagotricha                                                 |
|  |                                                                      |
|  | Brachyteles                                                          |
|  |                                                                      |

|  | Lagothrix lagotricha |
|  |                      |
|  | Brachyteles          |
|  |                      |

|  | Saimiri |
|  |         |
|  | Cebus   |
|  |         |

|  | \| \| Lagothrix lagotricha \| \| \| \| \| \| Brachyteles \| \| \| \| |
|  |                                                                      |
|  | Ateles                                                               |
|  |                                                                      |
|  | Lagothrix lagotricha                                                 |
|  |                                                                      |
|  | Brachyteles                                                          |
|  |                                                                      |

|  | Lagothrix lagotricha |
|  |                      |
|  | Brachyteles          |
|  |                      |

|  | \| \| Lagothrix lagotricha \| \| \| \| \| \| Brachyteles \| \| \| \| |
|  |                                                                      |
|  | Ateles                                                               |
|  |                                                                      |
|  | Lagothrix lagotricha                                                 |
|  |                                                                      |
|  | Brachyteles                                                          |
|  |                                                                      |

|  | Lagothrix lagotricha |
|  |                      |
|  | Brachyteles          |
|  |                      |

|  | \| \| Lagothrix lagotricha \| \| \| \| \| \| Brachyteles \| \| \| \| |
|  |                                                                      |
|  | Ateles                                                               |
|  |                                                                      |
|  | Lagothrix lagotricha                                                 |
|  |                                                                      |
|  | Brachyteles                                                          |
|  |                                                                      |

|  | Lagothrix lagotricha |
|  |                      |
|  | Brachyteles          |
|  |                      |

|  | \| \| Lagothrix lagotricha \| \| \| \| \| \| Brachyteles \| \| \| \| |
|  |                                                                      |
|  | Ateles                                                               |
|  |                                                                      |
|  | Lagothrix lagotricha                                                 |
|  |                                                                      |
|  | Brachyteles                                                          |
|  |                                                                      |

|  | Lagothrix lagotricha |
|  |                      |
|  | Brachyteles          |
|  |                      |

|  | Cebus   |
|  |         |
|  | Saimiri |
|  |         |

|  | Leontopithecus |
|  |                |
|  | Saguinus       |
|  |                |

|  | Callithrix |
|  |            |
|  | Callimico  |
|  |            |

|  | Leontopithecus |
|  |                |
|  | Saguinus       |
|  |                |

|  | Callithrix |
|  |            |
|  | Callimico  |
|  |            |

|  | Leontopithecus |
|  |                |
|  | Saguinus       |
|  |                |

|  | Callithrix |
|  |            |
|  | Callimico  |
|  |            |

|  | Leontopithecus |
|  |                |
|  | Saguinus       |
|  |                |

|  | Callithrix |
|  |            |
|  | Callimico  |
|  |            |

|  | Cebus   |
|  |         |
|  | Saimiri |
|  |         |

|  | Leontopithecus |
|  |                |
|  | Saguinus       |
|  |                |

|  | Callithrix |
|  |            |
|  | Callimico  |
|  |            |

|  | Leontopithecus |
|  |                |
|  | Saguinus       |
|  |                |

|  | Callithrix |
|  |            |
|  | Callimico  |
|  |            |

|  | Leontopithecus |
|  |                |
|  | Saguinus       |
|  |                |

|  | Callithrix |
|  |            |
|  | Callimico  |
|  |            |

|  | Leontopithecus |
|  |                |
|  | Saguinus       |
|  |                |

|  | Callithrix |
|  |            |
|  | Callimico  |
|  |            |

|  | Cebus   |
|  |         |
|  | Saimiri |
|  |         |

|  | Leontopithecus |
|  |                |
|  | Saguinus       |
|  |                |

|  | Callithrix |
|  |            |
|  | Callimico  |
|  |            |

|  | Leontopithecus |
|  |                |
|  | Saguinus       |
|  |                |

|  | Callithrix |
|  |            |
|  | Callimico  |
|  |            |

|  | Leontopithecus |
|  |                |
|  | Saguinus       |
|  |                |

|  | Callithrix |
|  |            |
|  | Callimico  |
|  |            |

|  | Leontopithecus |
|  |                |
|  | Saguinus       |
|  |                |

|  | Callithrix |
|  |            |
|  | Callimico  |
|  |            |

|  | Cebus   |
|  |         |
|  | Saimiri |
|  |         |

|  | Leontopithecus |
|  |                |
|  | Saguinus       |
|  |                |

|  | Callithrix |
|  |            |
|  | Callimico  |
|  |            |

|  | Leontopithecus |
|  |                |
|  | Saguinus       |
|  |                |

|  | Callithrix |
|  |            |
|  | Callimico  |
|  |            |

|  | Leontopithecus |
|  |                |
|  | Saguinus       |
|  |                |

|  | Callithrix |
|  |            |
|  | Callimico  |
|  |            |

|  | Leontopithecus |
|  |                |
|  | Saguinus       |
|  |                |

|  | Callithrix |
|  |            |
|  | Callimico  |
|  |            |

## Genetyka

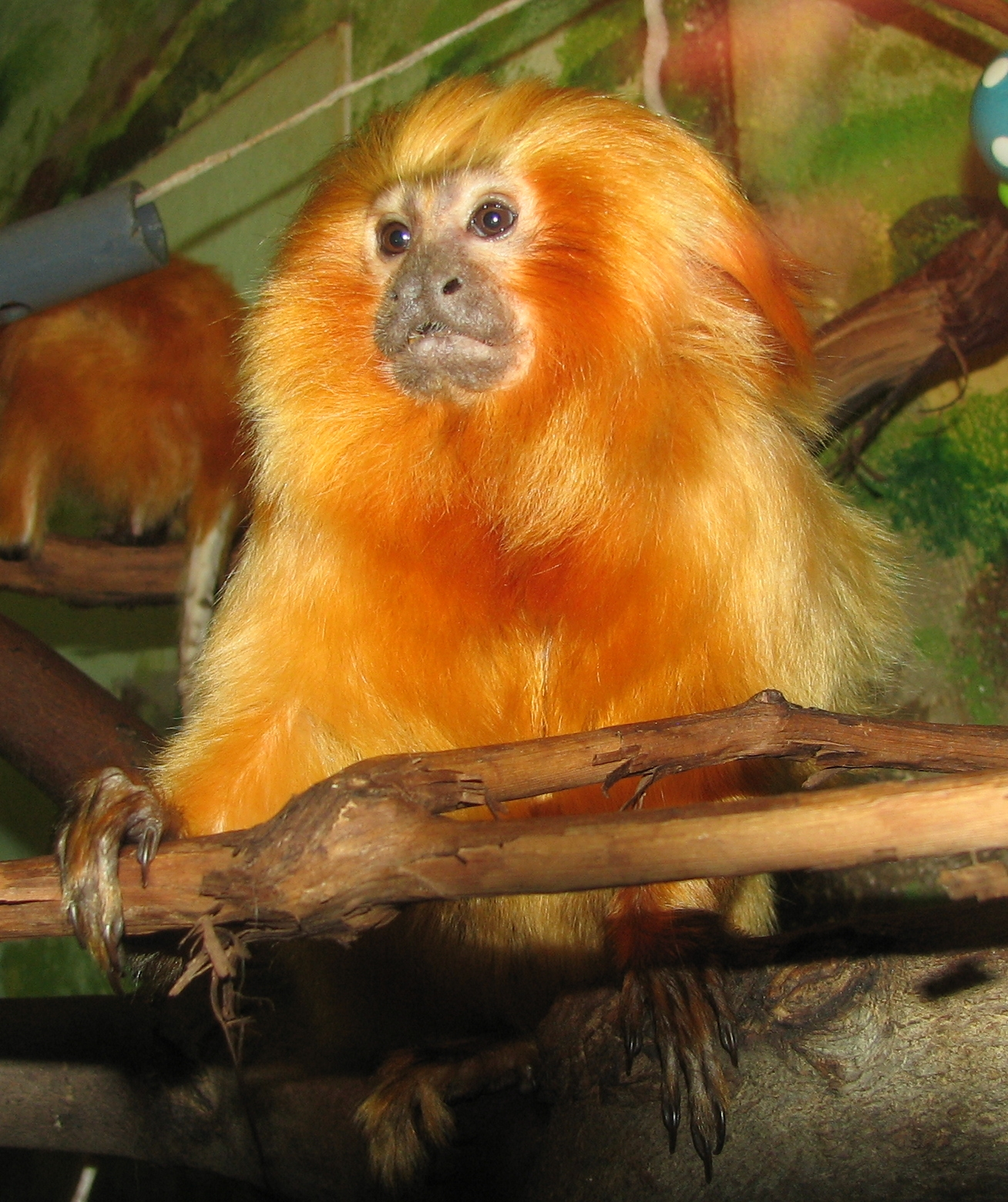
Pysk marmozety lwiej

W 2001 przeprowadzono badania mikrosatelitarnego DNA marmozety lwiej. W 4 na 5 badanych loci doszukano się polimorfizmu. Maksymalna liczba alleli na 1 locus wyniosła 4. Dla poszczególnych loci liczba ich alleli przedstawiała znaczne różnice pomiędzy poszczególnymi populacjami. Heterozygotyczność wynosiła od 0,34 ± 0,13 do 0,65 ± 0,09 i najwyższa była w Poço das Antas, gdzie żyje największa populacja. Utrata alleli była też szybsza od straty heterozygotyczności. Wyniki obliczeń nie zgadzały się z przewidywaniami czynionymi na podstawie prawa Hardy’ego-Weinberga: zaobserwowano deficyt heterozygotyczności. Doszukano się też nierównowagi sprzężeń. Utrata heterozytotyczności wiąże się ze zmniejszeniem różnorodności genetycznej gatunku, zapewne w przypadku izozymów mniejszej jeszcze, niż w przypadku mikrosatelitarnego DNA. Podobne tendencje zaobserwowano u ssaków zamieszkujących lasy innych rejonów świata, np. Tajlandię, a nawet u hawajskich komarów. Z drugiej strony pazurkowcowate generalnie charakteryzują się niską różnorodnością genetyczną, nawet w przypadku alleli klasy I głównego układu zgodności tkankowej; częste są u nich bliźnięta dizygotyczne, w szpiku kostnym których wykrywa się mikrochimeryzm. Sądzi się, że obserwowana mała różnorodność u tego gatunku istniała pierwotnie, przed fragmentacją lasów i nie jest jej skutkiem. Różnice genetyczne cały czas korelują z różnicami geograficznymi.

## Budowa ciała
Wśród cech wyróżniających marmozety i tamaryny wśród pazurkowcowatych IUCN wymienia niewielkie rozmiary ciała oprócz budowy paznokci, liczby trzonowców i częstości urodzeń bliźniąt.
Natomiast Eisenberg i Redford uznają tę małpę za największego przedstawiciela Callitrichidae. Podają wymiary 20,0-33,6 cm w przypadku ciała wraz z głową oraz 40 cm długości ogona. Dorosłe osobniki trzymane w niewoli osiągają masę ciała od 550 do 850 g lub od 600 do 800, średnio 710 g. Zaznacza się w niej dymorfizm płciowy: samce są cięższe od samic (średnia masa ciała wynosi odpowiednio 620 i 598 g).
Ubarwione są na czerwonozłoto, choć mogą też pojawiać się zwierzęta prawie białe. Kolor brązowy obserwuje się na końcu ogona i na rękach.
Noworodki cechują się drożnym narządem Jacobsona, który łączy się z przewodem nosowo-podniebiennym. U zbadanych noworodków mierzył on od 1,15 do 1,8 μm. Cechuje się on najbardziej pierwotną budową spośród narządów przylemieszowych noworodków pazurkowców. Narząd ten rośnie z wiekiem. Otwiera się ku przodowi, ku tyłowi łącząc się z przewodami wyprowadzającymi gruczołów.
Marmozeta posiada tylko dwa zęby trzonowe.
Inaczej niż u innych szerokonosych, palce tamaryn i marmozet kończą się raczej pazurami niż paznokciami. Nie dotyczy to palucha. Długie dłonie i ich palce również wyróżniają marmozetę lwią wśród pazurkowcowatych.

## Tryb życia

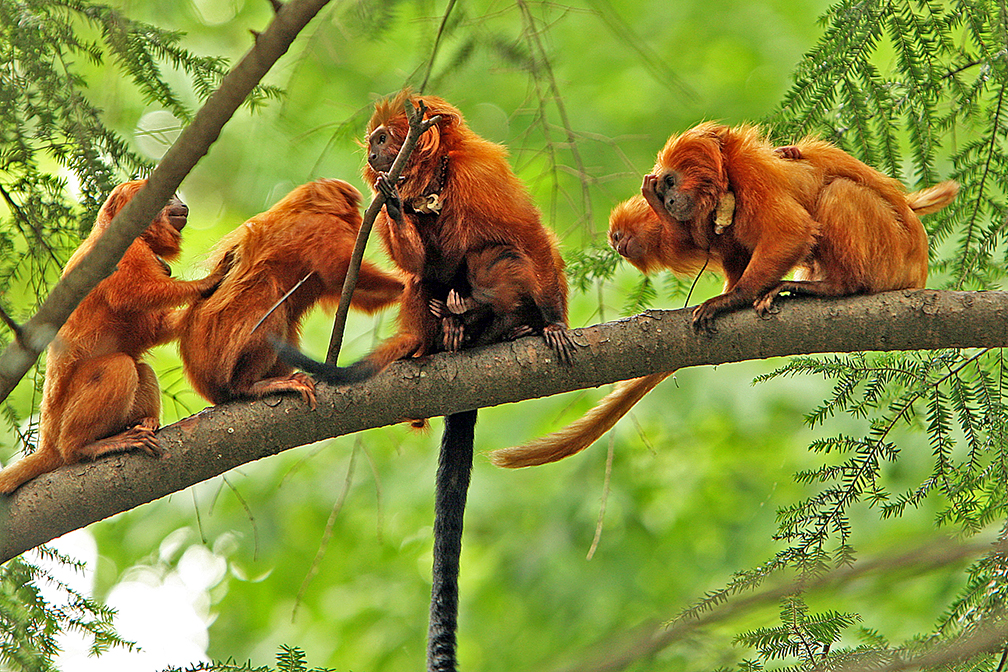
Grupa marmozet lwich

Marmozeta lwia prowadzi dzienny tryb życia. Małpa ta rozpoczyna swą aktywność o świcie od poszukiwania pożywienia i ćwiczeń. Wpierw zażywa światła słonecznego w najwyższych partiach lasu deszczowego, by później zejść niżej i odpoczywać podczas najcieplejszej części dnia. Pazurczatkowate te ponownie wracają do żerowania późnym popołudniem, bawią się też lub odpoczywają aż do zajścia słońca, po czym udają się razem na spoczynek nocny. Nocują w dziuplach drzew.

### Struktura społeczna
Wiedza na temat zwyczajów społecznych i rozrodczych gatunku jest ograniczona.
Marmozety lwie porozumiewają się ze sobą między innymi za pomocą zapachów, także w przypadku rozrodu. Zapachem między innymi znakują miejsca zasobne w owoce. Samce podkreślają nim swą dominację. Nie stwierdzono jednak używania zapachu w zachowaniach terytorialnych, w przeciwieństwie do długich okrzyków.
Sygnały wzrokowe, słuchowe i dotykowe odgrywają mniejszą rolę.
Małpy te żyją w grupach rodzinnych liczących od 2 lub 4 do 8, a wedle starszych danych od 5 do 9 osobników. Dietz i Kleiman oszacowali średnią liczbę osobników w grupie na 5,6 w Poço das Antas. Samiec i samica tworzą dość trwałą parę, przy czym żadne z nich nie odgrywa w niej roli dominującej. Pozostali członkowie grupy to ich potomstwo z jednego bądź dwu miotów. Tak więc na jedną grupę przypada tylko jedna samica przystępująca do rozrodu w danym sezonie. Grupa broni terytorium mierzącego 40 do ponad 100 ha, np. w Poço das Antas 21-73 ha, średnio 45±16 ha, a w União 65-229, średnio 150±72 ha. Jego powierzchnia zależy od dostępności pożywienia i udziału lasów wtórnych. Obserwowano jednak kilka grup rodzinnych (15-20 zwierząt) na jednym drzewie, obfitującym w pożywienie.
U marmozet lwich obserwowano poligamię. Grupa poligamiczna składa się zwykle z dominującej matki i podporządkowanej jej córki. Okazuje się, że zwiększa to przeżywalność niedominujących samic, polepsza ich sytuację w grupie, daje także możliwość próby zmiany hierarchii. Matka musi także dzielić się zasobami terytorium. Taka struktura społeczna sprzyja chowowi wsobnemu. W związku z powyższym opisywaną poligamię stwierdza się średnio w 10% przypadków. Nie trwa też ona dłużej niż 2 lata. Sposobem jej uniknięcia jest agresja matczyna, a nawet przegonienie nieródek.
Młode samce, zmieniające grupę, nie przystępują od razu do płodzenia potomstwa. Czekają na swoją kolej, gdy pożądane przez nich miejsce przestanie zajmować starszy osobnik.

### Cykl życiowy
Jak już wspomniano, w jednej grupie rozrodczej do rozrodu przystępuje jedna samica. Ma to miejsce raz do roku.
Okres największej płodności zdarza się u samicy co 14-21 dni. U marmozet lwich często zdarzają się bliźnięta heterozygotyczne, wykazujące zjawisko mikrochimeryzmu. Występują też mioty z zarówno jednym, jak i trzema młodymi. Ciąża trwa od 125 do 132 dni.
Młodymi opiekuje się ojciec, mimo że samica je karmi. Ojciec i starsze rodzeństwo dzielą się z młodym również upolowaną zdobyczą. Mogą je nosić wszyscy członkowie grupy, a podczas podróży noszone są zazwyczaj przez osobniki inne niż ich matka, co pozwala jej zaoszczędzić energię.

## Rozmieszczenie geograficzne

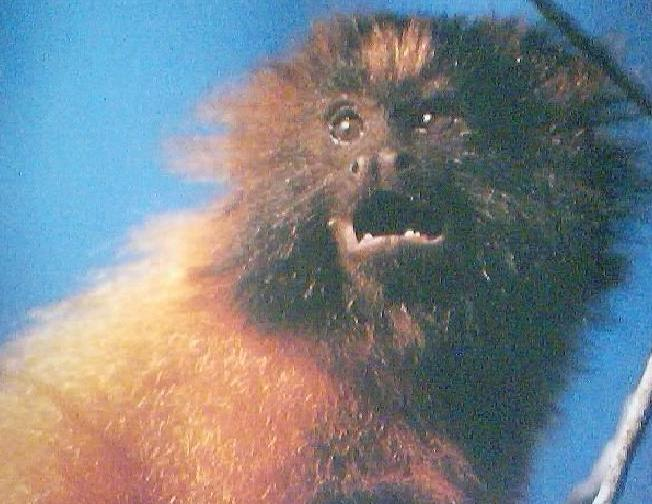
Marmozeta lwia w Pontal do Paraná

Gatunek cechuje się ograniczonym zasięgiem występowania, obejmującym tereny położone we wschodniej Brazylii wzdłuż wybrzeża Atlantyku, w stanie Rio de Janeiro, w basenie Rio São João. Wedle IUCN pierwotny zasięg występowania zwierzęcia obejmował następujące gminy: Mangaratiba, Itaguaí, Nova Iguaçu, Nilópolis, São João de Meriti, Duque de Caxias, Rio de Janeiro, Magé, São Gonçalo, Niterói, Itaboraí, Maricá, Araruama, Silva Jardim, Saquarema, Rio Bonito, Cachoeiras de Macacu, São Pedro da Aldeia, Cabo Frio, Casimiro de Abreu, Macaé, Conceição de Macabu, Campos oraz São João da Barra. Jednakże wyprawy badawcze Coimbra-Filho ujawniły, że w większości z podanych miejsc marmozety lwie już nie występowały. Ostały się w Silva Jardim, Cabo Frio, Saquarema, Aruarama, Casimiro de Abreu, Rio Bonito i São Pedro da Aldeia. Kolejne badania w 1990 i 1992 przeprowadził Kierulff. Stwierdził on obecność marmozet lwich w trzech regionach: w okolicy Centro Hípico de Cabo Frio nieopodal wybrzeża, w Poço das Antas Biological Reserve i przyległych lasach, na wzgórzach Serra do Mar. Obliczył on powierzchnię zasięgu małpy na 104,5 km². Izolowane populacje odnotowano w Silva Jardim, Cabo Frio, Saquarema i Aruarama. Kolejne badania, przeprowadzone przez wspomnianego naukowca (1993), a także przez Ballou (1997), wykazały istnienie czterech dużych izolowanych od siebie populacji zamieszkujących: Poço das Antas Biological Reserve i tereny przyległe, Encosta da Serra, Centro Hípico oraz Campos Novos. W 2007 Burity doniósł o zamieszkiwaniu przez marmozetę lwią Parku Narodowego Taquara Municipal w okolicy Duque de Caxias.
Lokalizacja typowa, ustalona w 1986, znajduje się na brazylijskim wybrzeżu, pomiędzy 22 a 23°S, od Cabo de Sãbo Tomé do Mangaratiba. W 1965 została przez Carvalho ograniczona do prawego brzegu Rio São João.
Gatunek nie odbywa migracji. Kontakty między populacjami są utrudnione z uwagi na rozdzielające lasy miasta, tereny uprawne i pastwiska. Kierulff i Oliveira w 2004 opisali wędrówkę dwóch osobników – samca i samicy – z lasu dwudziestohektarowego do mniejszych lasów o powierzchni odpowiednio 5 ha i 1 ha. Naczelne miały do przemierzenia średnio 1 km, musiały pokonać po drodze pastwiska. Samca znaleziono martwego po 15 dniach, przyczyn jego śmierci upatrując w zagryzieniu przez psa. Samicę najprawdopodobniej schwytał handlarz zwierząt.

## Ekologia
Pokarm tego wszystkożernego gatunku naczelnych stanowią przede wszystkim owoce i nasiona, a także kwiaty, nektar, żywicę, płazy bezogonowe, ślimaki, jaszczurki, pająki i owady. Długie palce pozwalają im szperać w wąskich szczelinach, a także w zbiornikach wodnych utworzonych w kątach liści roślin z rodziny ananasowatych.
W grupach obserwowanych w niewoli stwierdzono przepływ pokarmu pomiędzy osobnikami, mogący zachodzić na drodze podarku lub kradzieży. Ten pierwszy z wymienionych sposobów odgrywa rolę głównie w przypadku rodziców i ich potomstwa oraz dzielenia żywej zdobyczy. Wymaga on specjalnych sygnałów. Z pożywienia zdobytego przez inne osobniki korzystały samce w wieku przed kopulacją, samice w zaawansowanej ciąży lub noszące młode, potomstwo odstawiane od piersi, osobniki młodociane.
Do drapieżników polujących na reintrodukowane Leontopithecus rosalia zalicza się ocelota i zdziczałego psa domowego.

### Siedlisko
Marmozety zamieszkują tereny nizinne, położone blisko oceanu, nie sięgające wyżej niż 300 m n.p.m. Porasta je nizinny okresowy las deszczowy. Tereny te cechują znaczne opady – 1500 mm rocznie. Wedle informacji z 1983 małpa żyje w lasach tropikalnych, w których dominują rośliny z rodzajów Ficus, Inga, Platymenia i gatunek Tapirira guianensis.
Opisywany przedstawiciel naczelnych dobrze radzi sobie w środowisku zdegradowanym i zmodyfikowanym działalnością ludzką. Wymaga jedynie całorocznych źródeł pożywienia i dziupli służących za schronienie.

## Zagrożenia i ochrona

### Status

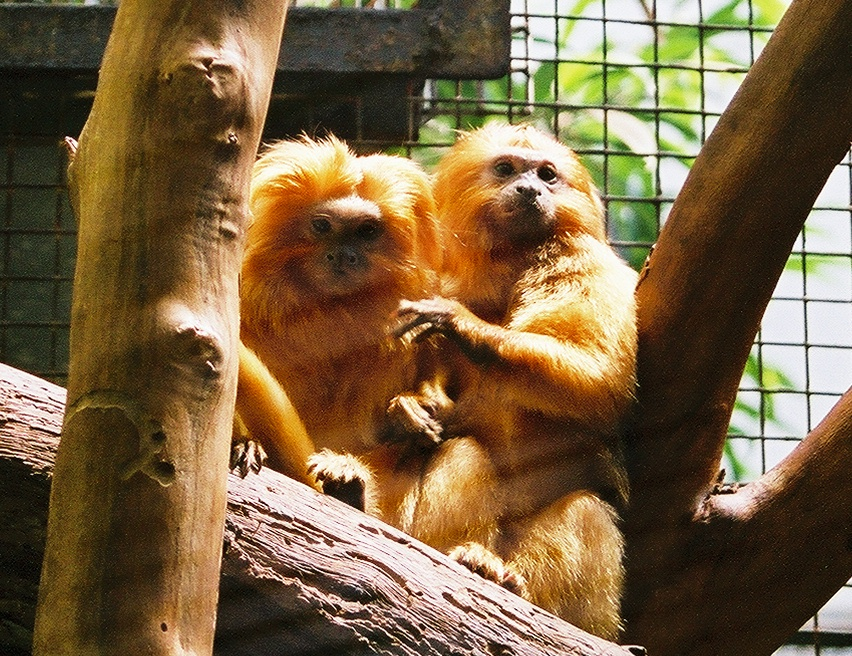
W niewoli

IUCN przyznaje marmozecie lwiej status gatunku zagrożonego wyginięciem (endangered – EN). Pierwotnie za zagrożony uznali go w 1982 Thornback i Jenkins, a opinia w kolejnych opracowaniach IUCN nie zmieniała się aż do 1994 włącznie. Jednakże w 1996 zdecydowano się zmienić status na krytycznie zagrożony (CR – critically endangered), co nie uległo zmianie w XX wieku. Dopiero w 2003 powrócono do statusu EN.
Cytowane już badania, opublikowane w 1993 i w 1997 wykazały istnienie czterech dużych izolowanych od siebie populacji zamieszkujących: Poço das Antas Biological Reserve i tereny przyległe, liczącej 420 zwierząt, Encosta da Serra, 74 małpy, Centro Hípico, tylko 29 osobników, oraz Campos Novos, 36 marmozet. Te 4 populacje obejmowały 90% liczebności gatunku. Prócz nich istniało jeszcze 12 małych populacji.
Trend populacyjny jest stabilny.

### Zagrożenia
Niegdyś wśród głównych zagrożeń dla tego ssaka wymieniało się utratę środowiska naturalnego i odławianie przez człowieka w celu trzymania jako zwierzę domowe i handlu. Utratę habitatu IUCN wiąże głównie z wylesianiem. Wedle danych tej organizacji deforestacja w stanie Rio de Janeiro rozpoczęła się już w XVI wieku, powodowana zakładaniem plantacji trzciny cukrowej i kawy. W ostatnim stuleciu ważniejsze przyczyny widzi w hodowli bydła, pozyskiwaniu drewna i węgla drzewnego oraz urbanizacji. Obecnie zwraca się uwagę głównie na niewielkie możliwości rozwoju w zdegradowanych, rozdrobnionych lasach.
Cytowana organizacja podnosi temat ograniczonego zasięgu występowania małpy. W badaniach Kierulffa w okolicy Centro Hípico de Cabo Frio stwierdzono 36 osobników, w okolicach Poço das Antas Biological Reserve (5500 ha, w tym 2760 porośnięte lasem) dziesięciokrotnie więcej, w Serra do Mar zaś 74 sztuki. Prócz tego doliczono się w sumie sześćdziesięciu zwierząt w 9 innych miejscach, tworzących 12 izolowanych populacji. W sumie na początku lat dziewięćdziesiątych przeprowadzono dokładne badania liczebności gatunku. Starsze wyniki szacowały liczebność marmozety lwiej na 200-600 zwierząt. Naliczono więc 272 osobniki w 55 grupach, pomijając te zamieszkujące Poço das Antas Biological Reserve (w którym żyło wtedy około 290 osobników). Wyróżniono wtedy 4 główne populacje po co najmniej 6 grup każda oraz 12 grup izolowanych zamieszkujących fragmenty lasu o powierzchni nieprzekraczającej 200 ha. Większość z grup (29, czyli 53% wszystkich) zamieszkiwało Silva Jardim. Natomiast w Cabo Frio doliczono się 24. Zarówno w Saquarema, jak i w Araruama odnotowano istnienie pojedynczej grupy. Całkowita liczebność gatunku wyniosła 562 małpy. Wtedy też całkowity zasięg występowania gatunku oszacowano na 104,5 km². Gęstość osobników na jednostkę powierzchni wyniosła w Poço das Antas w 1994 12 osobników/km² (1,96 grupy/km²), w otaczających rezerwat lasach w 1993 odpowiednio 5,1 osobnika i 1,17 grupy na km², w União Biological Reserve (3260 ha, z czego 2400 zalesione) 3,5 osobnika i 0,46 grupy w 2000, zaś w Campos Novos 8,5 osobnika i 2,35 grupy na km² w 1993. W 2000 liczba marmozet lwich w Poço das Antas zmniejszyła się do 220 na skutek drapieżnictwa. Prócz tego szerokonosa występuje również w Bacia do Rio São João / Mico-leão-dourado Environmental Protection Area (150700 ha) i Taquara Municipal Natural Park (19000 ha).
Obecnie liczebność marmozety lwiej szacuje się na ponad 1000 małp. Jednakże Seal et al. (1991) oraz Ballou et al. (1998) twierdzą, że minimum dla przetrwania gatunku to 2000 osobników. Tymczasem lasów odpowiednich dla dalszego zasiedlania przez te pazurkowce jest niewiele.
Małpom zagrażają dzisiaj ludzie, drapieżniki, brak pokarmu, choroby i pożary lasu. Zamieszkiwany przez nie pas atlantycki kiedyś obejmował powierzchnię miliona km², rozpościerając się od wschodniej Brazylii aż do Paragwaju i Argentyny. Szacuje się, że na początku XXI wieku (2001) zostało z tego od 1 do 5%. Tylko jedna piąta dawnego zasięgu występowania małpy jest w dalszym ciągu porośnięta lasem, z czego 60% wykazuje silne rozdrobnienie: kępy lasu nie przekraczają powierzchni 1000 ha, a 96% z nich nawet 100 ha. Destrukcję środowiska naturalnego uważa się za jeden z dwóch najważniejszych, prócz odłowów prowadzonych przez człowieka, powodów spadku liczebności naczelnych tego obszaru. Z drugiej strony populacja wykazuje utratę heterozygotyczności, jest zagrożona chowem wsobnym. Dietz ze współpracownikami w 2000 opublikowali analizę populacji liczących do 50 naczelnych, szacując, że chów wsobny zmniejsza prawdopodobieństwo przetrwania o ⅛.

### Działania ochronne
Liczne organizacje wykazują zainteresowanie sprawą marmozety, istnieją plany jej ochrony. IUCN wymienia tutaj m.in. Golden Lion Tamarin Conservation Program (GLTCP) rozpoczęty w 1983 przez Smithsonian National Zoological Park z siedzibą w Waszyngtonie.
Zwierzę zamieszkuje następujące tereny chronione: wspomniane już Reserva Biológica Poço das Antas oraz Reserva Biológica União. Dzięki reintrodukcji ochroną objęto 3100 ha lasu w obrębie zasięgu występowania L. rosalia. Prócz tego naczelny figuruje na Lista Oficial de Espécies Brasileiras Ameaçadas de Extinção z 1989 (oficjalna brazylijska lista gatunków zagrożonych wyginięciem) oraz na regionalnej liście gatunków zagrożonych stanu Rio de Janeiro. Obejmuje go również załącznik I Konwencji o międzynarodowym handlu dzikimi zwierzętami i roślinami gatunków zagrożonych wyginięciem.
Działania zmierzające do ratowania gatunku zaczęto od stworzenia programu rozmnażania w niewoli. Rozpoczął się on w późnych latach sześćdziesiątych XX wieku. Brali w nim udział Adelmar Coimbra-Fillho i Alceo Magnanani. Program międzynarodowy powstał w następnej dekadzie, w 1972, dzięki Kleimanowi. Nadano mu nazwę The Golden Lion Tamarin Conservation Program. Działa on cały czas, głównie w Poço das Antas, obejmując nie tylko rozród w niewoli, ale także badania terenowe, reintrodukcję, edukację i przywracanie środowiska naturalnego. Poza tym w 1990 rząd Brazylii założył Instituto Chico Mendes de Conservação da Biodiversidade przy brazylijskim Ministerstwie Ochrony Środowiska, czyli International Committee for the Conservation and Management of lion Tamarins.

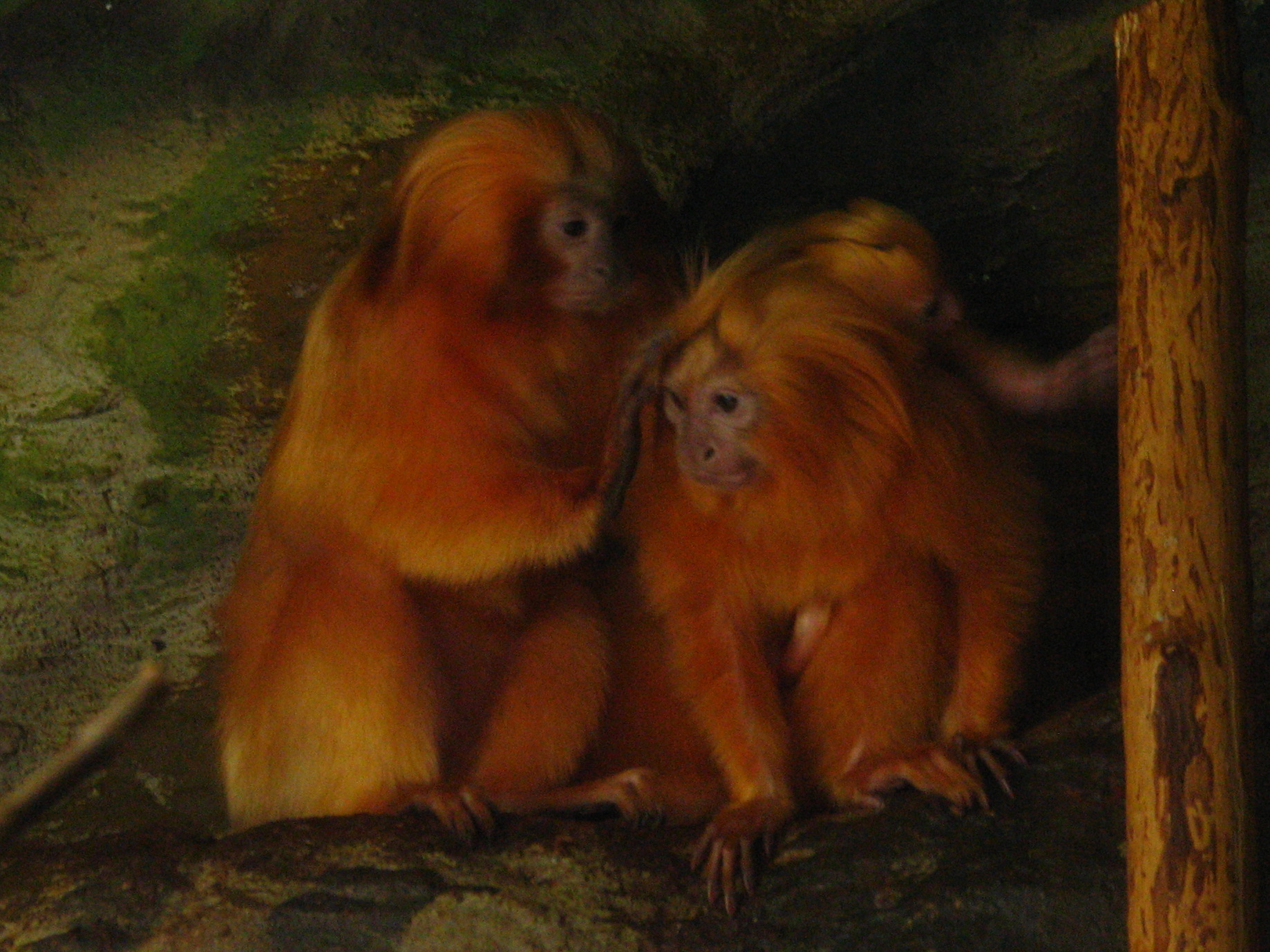
Marmozety w ZOO Dvůr Králové w Czechach

Zauważono jednak problemy z rozmnażaniem się gatunku w niewoli.
Podejmowane są próby reintrodukcji. Małpy urodzone w niewoli wykazują problemy z lokomocją, orientacją i poszukiwaniem pożywienia. Zespół Becka pomiędzy 1984 a 1991 wypuścił na wolność 91 osobników (z czego 85 urodzonych w niewoli). W 1991 pisze o 36, które przetrwały. Daje to przeżywalność 67% zwierzętom urodzonym na wolności i tylko 34% od narodzin hodowanym przez człowieka. Reintrodukowane marmozety wydały na świat 67 młodych, spośród których przetrwało 38, przy czym urodzone na wolności dzieci zwierząt, które przyszły na świat w niewoli, radziły sobie lepiej od pokolenia rodziców.
Zwierzętom reintrodukowanym zagrażają w największym stopniu schwytanie przez ludzi (6 małp w badaniu Becka) oraz drapieżnictwo ze strony ptaków i ssaków (w sumie 6). W następnej kolejności wymienia się głód, po nim zaś następują letarg, odwodnienie, niedożywienie, biegunka (występujące wspólnie, 4 małpy) oraz hipotermia (4 małpy), jeszcze dalej zaś konflikty społeczne (3), użądlenia przez błonkówki (Apis mellifera scutellata), zatrucia owocami (Hyperbaena domingensis), ukąszenia przez węże (po 2, pierwsza marmozeta nadepnęła węża, druga próbowała wedle autora spożyć koralówkę arlekina, chociaż ten akurat gatunek z rodziny zdradnicowatych zamieszkuje Amerykę Północną), na samym końcu krwotok po poronieniu i uraz głowy (pojedyncze osobniki). W przypadku marmozet urodzonych na wolności cytowany badacz odnotował tylko 2 porwania przez ludzi i jedno użądlenie. Opisuje on też uratowanie dwóch osobników siedzących na ziemi, z temp. 30 °C po zimnej nocy, jak również sterydoterapię samca z 27 użądleniami Apis mellifera scutellata. Zwykle marmozety unikają pszczół.
Podejmowane są też próby reintrodukcji zwierząt do nowo tworzonych obszarów chronionych, jak Reserva Biológica União. Umieszczono w nim 47 osobników z populacji niemających szans na przetrwanie w poprzednich miejscach swego pobytu, w niewielkich, rozdrobnionych lassach.
Wedle Kierulffa w 1993 populacja zwierząt reintrodukowanych obejmowała 118 zwierząt, natomiast 7 lat później liczyła ona 359 osobników. Dawne docelowe miejsca reintrodukcji rozważa się już w kontekście odłowu marmozet. Szacuje się bowiem na przykład, że Reserva Biológica União może utrzymać najwyżej 158 L. rosalia.
Obecnie planom reintrodukcji podlega jedna trzecia całkowitej populacji.
W przyszłości wedle IUCN działania mające na celu dalszą poprawę sytuacji gatunku powinny skupić się na zalesianiu i tworzeniu korytarzy.